# لاسلو كوبالا

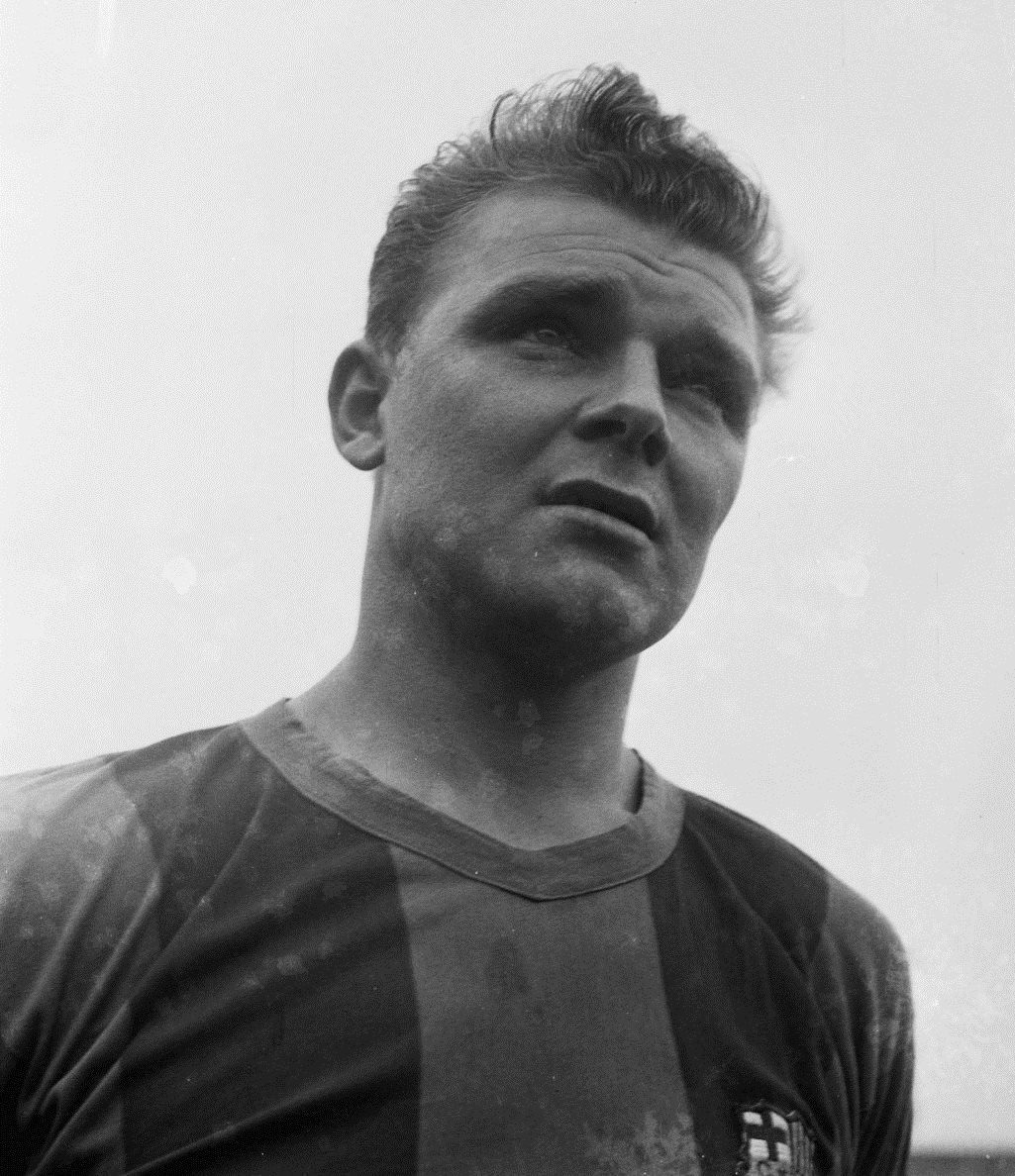
لاديسلاو كوبالا

لاديسلاو كوبالا، من مواليد 10 يونيو 1927 في بودابست في هنغاريا، وتوفي في 17 مايو 2002 في برشلونة في إسبانيا، لاعب كرة قدم هنغاري إسباني تشيكوسلوفاكي سابق، ومدرب كرة قدم هنغاري سابق لعب لعدة منتخبات من بينها منتخب تشيكوسلوفاكيا ومن ثم المجر وإسبانيا بالإضافة لمنتخب كاتلونيا .

## مسيرته الرياضية

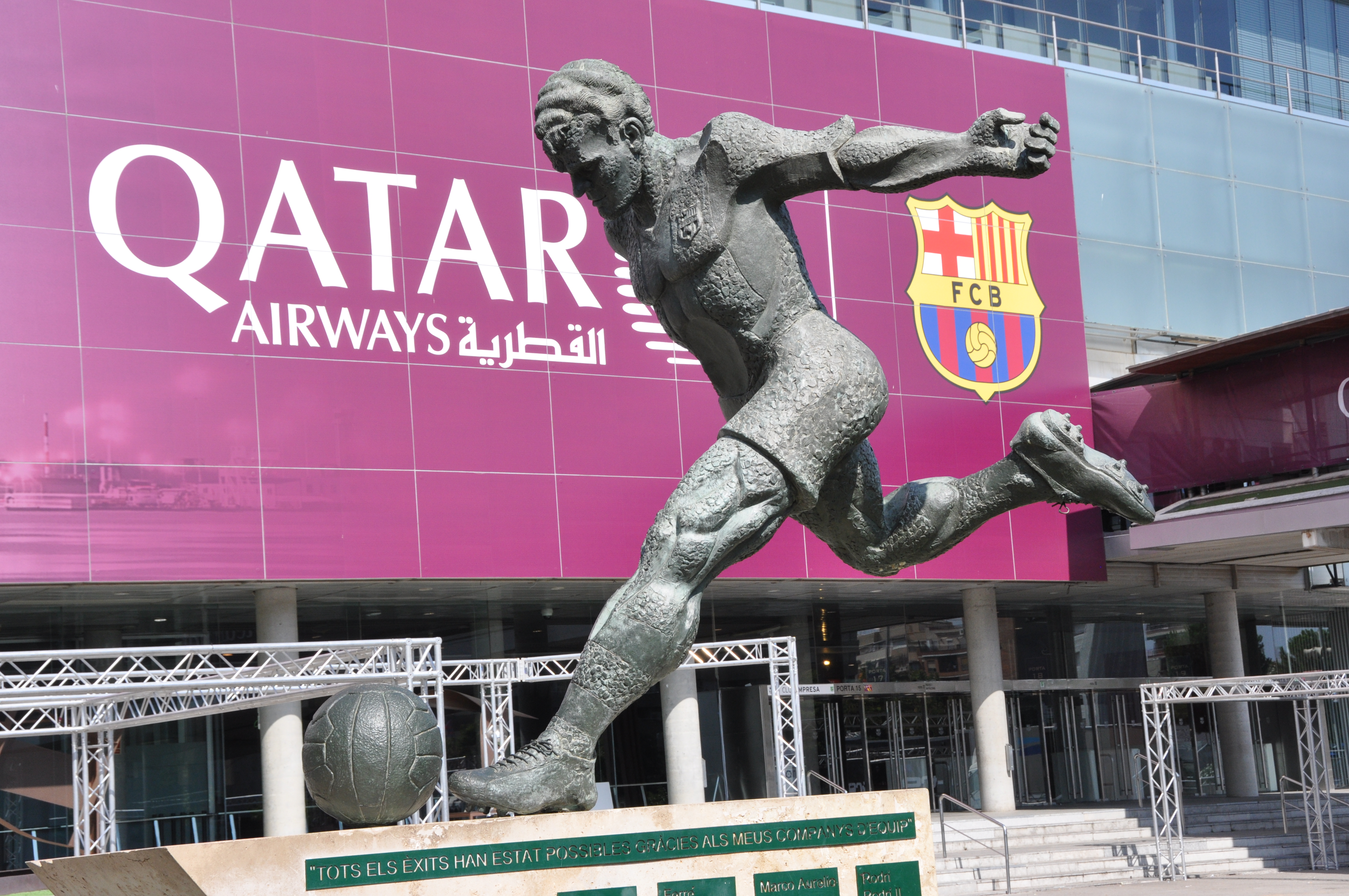
نصب تذكاري للاسلو كوبالا أمام ملعب برشلونة (كامب نو).

بدأ كوبالا مسيرته الكروية في عام 1944 لعب في بلاده لنادي فيرينكفاروسي وتنقل لعدة أندية حتى إنتقل إلى نادي برشلونة سنة 1951 واستمر معهم 10 سنوات قاد النادي للعديد من البطولات ويعتبر أحد أساطير النادي، بعد اعتزاله اللعب درب منتخب إسبانيا لكرة القدم منذ عام 1969 وحتى عام 1980، ونادي برشلونة على فترتين من 1961- 1963 وخلال عام 1980 ودرب نادي الهلال السعودي منذ عام 1982 وحتى عام 1986.

## روابط خارجية
- لاديسلاو كوبالا على موقع IMDb (الإنجليزية)
- لاديسلاو كوبالا على موقع الاتحاد الدولي (مؤرشف)  (الإنجليزية)
- لاديسلاو كوبالا على موقع قاعدة بيانات كرة القدم.إي يو (الإنجليزية)
- لاديسلاو كوبالا على موقع ناشيونال فوتبول تيمز (الإنجليزية)
- لاديسلاو كوبالا على موقع عالم كرة القدم.نت (الإنجليزية)
- لاديسلاو كوبالا على موقع أوليمبيديا (الإنجليزية)